# Fred Dubois
Fred Dubois (Palestine, 1851. május 29. – Washington, 1930. február 14.) az Amerikai Egyesült Államok Idaho államának szenátora.